# Сабари (река)
Са́бари (в низовье Колаб) — река на юге Индии. Левый приток реки Годавари.
Длина — 418 км. Площадь водосбора — 20400 км². Средний расход воды вблизи устья составляет 437 м³/с.
Берёт начало на западных склонах Восточных Гат. Река протекает преимущественно по восточной окраине Деканского плоскогорья. Половодье с июня по октябрь, режим муссонный. В долине Сабари воды реки используется для орошения.